# Galaxy (module)
Pour les articles homonymes, voir Galaxy.
Galaxy (précédemment Guardian) est un prototype annulé d'habitat spatial conçu par l'entreprise américaine Bigelow Aerospace, et était destiné à être la troisième station lancée par la compagnie dans son programme et ses efforts pour créer une station spatiale commerciale. Comme les autres modules réalisés par Bigelow Aerospace, Galaxy est basé sur l'habitat spatial gonflable Transhab conçu par la NASA, et devait être utilisé pour des tests de systèmes avancés avant que la compagnie ne lançât des véhicules qualifiés pour une occupation humaine (human-rated, en anglais).

## Historique
Galaxy a commencé sa vie comme deux stations spatiales jumelles nommées Guardian, qui auraient agi comme intermédiaires à l'échelle 45 % entre les deux premiers modules Genesis I et Genesis II, à l'échelle 1/3, et le module B330, de taille complète, qualifié pour une occupation humaine. Quelque temps après 2004, le programme Guardian a été divisé en un module Galaxy et un autre, plus large, le module Sundancer, chacun testant progressivement les systèmes avancés. Galaxy a deux fois le volume intérieur des stations Genesis : 23,0 mètres cubes (812,2 pieds cubes). En 2007, les paramètres de Galaxy ont de nouveau été modifiés, les spécifications finales donnant un vaisseau spatial de 4,0 mètres (13,1 pi) de longueur, de 3,3 mètres (10,8 pi) de diamètre et de 16,7 mètres cubes (589,8 pieds cubes) de volume intérieur – 45 % plus grand que les modules Genesis. Il était prévu de le lancer fin 2008,.
En août 2007, cependant, Bigelow Aerospace a annoncé qu'en raison de la hausse des coûts de lancement (trois fois plus cher que pour les lancements précédents) et de la réussite des missions Genesis, Galaxy ne serait pas lancé. Au lieu de cela, de nombreux systèmes du module, peut-être l'ensemble, seront construits et testés au sol, permettant aux employés de Bigelow d'acquérir davantage d'expérience et, éventuellement, l'avance du calendrier de Sundancer.

## Systèmes
Un certain nombre de systèmes avancés et expérimentaux devaient être testés en vol à bord de Galaxy. Parmi les avancées les plus notables, ont été améliorées l'avionique et les systèmes de contrôle de vol, une étanchéité à l'air intérieur plus résistante aux dommages et des capacités accrues de bande passante des communications. Aussi, sur le manifeste, il était prévu des panneaux solaires articulés plus grands, plus efficaces et des systèmes de soutien de la batterie, et les qualifications de vol seraient effectuées sur des éléments du système de support de vie. Galaxy aurait inclus des composants structurels plus efficaces, plus faciles à conférer à une plus grande station spatiale, et comporterait une écoutille, mais aucun port d'amarrage n'aurait été inclus sur ce vol.